# Shayne Culpepper
Shayne Culpepper, född den 3 december 1973 i Atlanta som Shayne Wille, är en amerikansk friidrottare som tävlar i medeldistanslöpning.
Culpepper deltog vid Olympiska sommarspelen 2000 på 1 500 meter där hon blev utslagen i försöken. Hon deltog även vid inomhus-VM 2004 denna gång på 3 000 meter där hon slutade på en tredje plats.
Hon kvalificerade sig även till Olympiska sommarspelen 2004 i Aten, denna gång på distansen 5 000 meter. Hon blev emellertid utslagen i försöken och fick inte springa finalen.

## Personliga rekord
- 1 500 meter – 4.05,98
- 3 000 meter – 8.54,84
- 5 000 meter – 15.01,36